# Slivilești
Slivilești est une commune roumaine située dans le județ de Gorj.